# Olivia Thirlby
Olivia Jo Thirlby (ur. 6 października 1986 w Nowym Jorku) – amerykańska aktorka, która wystąpiła m.in. w filmie Juno.
Urodziła się w Nowym Jorku, studiowała w American Globe Theatre oraz Royal Academy of Dramatic Art w Londynie. Zadebiutowała w roku 2006 rolą w filmie Lot 93.

## Filmografia

### Filmy
| Rok  | Tytuł                                      | Rola                | Uwagi                  |
| ---- | ------------------------------------------ | ------------------- | ---------------------- |
| 2006 | Lot 93 (United 93)                         | Nicole Carol Miller |                        |
| 2006 | Unlocked                                   | Abby                | krótkometrażowy        |
| 2007 | Śnieżne anioły (Snow Angels)               | Lila Raybern        |                        |
| 2007 | Juno                                       | Leah                |                        |
| 2007 | Love Comes Lately                          | Sylvia Brokeles     |                        |
| 2007 | Sekret (Si j’étais toi)                    | Samantha Marris     |                        |
| 2008 | The Wackness                               | Stephanie Squires   |                        |
| 2008 | Eve                                        | Kate                | krótkometrażowy        |
| 2009 | Zakochany Nowy Jork (New York, I Love You) | Aktorka             | Segment "Brett Ratner" |
| 2009 | The Answer Man                             | Anne                |                        |
| 2009 | Uncertainty                                | Sophie Montero      |                        |
| 2009 | Breaking Upwards                           | Erika               |                        |
| 2009 | What Goes Up                               | Tess Sullivan       |                        |
| 2009 | Człowiek sukcesu                           | Maureen             | cameo                  |
| 2011 | Sex story                                  | Katie Kurtzman      |                        |
| 2011 | Margaret                                   | Monica Sloane       |                        |
| 2011 | Najczarniejsza godzina                     | Natalie             |                        |
| 2012 | Nobody Walks                               | Martine             |                        |
| 2012 | Być jak Flynn                              | Denise              |                        |
| 2012 | Dredd                                      | Anderson            |                        |
| 2014 | Red Knot                                   | Chloe Harrison      |                        |
| 2014 | Romans na godziny                          | Jane Hastings       |                        |
| 2014 | Just Before I Go                           | Greta               |                        |
| 2015 | Polowanie na drużbów                       | Alison Palmer       |                        |
| 2015 | Więzienny eksperyment                      | Christina Maslach   |                        |
| 2015 | Welcome to Happiness                       | Trudy               |                        |
| 2016 | Między nami                                | Dianne              |                        |
| 2017 | Damascus Cover                             | Kim                 |                        |
| 2018 | Chappaquiddick                             | Rachel              |                        |
| 2018 | White Orchid                               | Claire              |                        |
| 2019 | Above the Shadows                          | Holly               |                        |
| 2022 | Artist in a Field                          | Jodi                | krótkometrażowy        |
| 2023 | Oppenheimer                                | Lilli Hornig        |                        |
| 2023 | Lousy Carter                               | Candela             |                        |

### Seriale
| Rok     | Tytuł                   | Rola           | Uwagi                          |
| ------- | ----------------------- | -------------- | ------------------------------ |
| 2006–07 | Kidnapped               | Aubrey Cain    | 5 odcinków                     |
| 2009    | Bored to Death          | Suzanne        | 4 odcinki                      |
| 2011    | Good Vibes              | Jeena          | głos; główna rola, 12 odcinków |
| 2016    | Goliath                 | Lucy Kittridge | główna rola, 8 odcinków        |
| 2019–20 | Słowo na L: Generacja Q | Rebecca        | 5 odc.                         |
| 2021    | Y: The Last Man         | Hero Brown     | w gł. obsadzie                 |